# Acanthonessa quadrispinosa
Acanthonessa quadrispinosa là một loài bọ cánh cứng trong họ Cerambycidae.